# Educație formală
Educația formală (Sistemul educativ formal), de asemenea, cunoscut sub numele de instruire regulată (cu calendar și orar definit) este procesul de educație integral corelaționat ce pornește de la învățământul primar, continuă cu învățământul secundar încheind cu învățământul superior, proces care implică o intenție deliberată și sistematică ce se concretizează într-un curriculum oficial.

## Semnificație
Drept caracteristici de bază, putem sublinia faptul că acest tip de educație are loc (de obicei) într-un anumit spațiu concret și un timp determinat, și că odată cu finalizarea fiecărei etape stabilite, se primește un titlu oficial (o diplomă). Un exemplu ar fi educația formală din școli.

## Educația formală bazică
Este acea parte de educație care are un caracter intențional, planificat și reglementat, care începe cu primii ani de învățământ primar și merge până la sfârșitul învățământului secundar, dând conformare la ceea ce îndeobște numim învățământul obligatoriu.
Avantaje:
- Se derulează conform unui program de studii.
- Temele (subiectele) sunt planificate.
- Evaluările sunt calendarizate.
- Sunt fixate îndeplinirilor, termene limită.

Dezavantaje:
- Nu se poate recupera timpul pierdut.
- Nu există o retro-alimentare a tuturor problemele ce nu s-au putut prevedea cu anterioritate.
- Nu există prelungiri de timp pentru evaluări.
- Pretinde multă disciplină pentru a se putea duce la capăt activitățile, la datele programate.
- Este nevoie de o mulțime de timp pentru elaborarea programelor școlare.
- Este necesară o supervizare a conținuturilor ce au fost predate.

## O altă definiție
Educația formală este aceea care se transmite în instituțiile de învățământ, și se caracterizează prin a fi sistematică și prin a avea o organizare curriculară.
"...Este predată în instituții de învățământ omologate, fiind o succesiune de cicluri abilitate, având ca obiect îndeplinirea unor norme curriculare progresive, ce conduce la obținerea de grade și diplome..."(Sarramona 1989).

## Articole conexe
- Educație
- Școlirea acasă
- Predare⁠(d)
- Educația Non-formală
- Educația informală
- Educație continuă
- Educația formală și Rețelele Sociale.

## Link-uri externe
- Quelle education à l époque de la mondialisation?: Educație formelle, non-formelle ou informelle Arhivat în 21 octombrie 2016, la Wayback Machine., spațiul digital 'ForumEduc'. (în limba franceză)
- https://dialnet.unirioja.es/servlet/articulo?codigo=4425349